# Pao cambodgiensis
Pao cambodgiensis es una especie de pez actinopeterigio de agua dulce, de la familia de los tetraodóntidos.

## Morfología
Con el cuerpo típico de los peces globo de agua dulce de su familia, la longitud máxima descrita fue de un macho de 15'3 cm. Ocelo visible solo en el flanco, dorso y costado de color verde oscuro o verde azulado, claramente demarcados del vientre blanco inmaculado, con el margen superior de la zona caudal a menudo color naranja.

## Distribución y hábitat
Se distribuye por ríos y lagos de toda la cuenca hidrográfica del río Mekong incluyendo sus afluentes principales, en el sureste de Asia. Son peces de agua dulce tropical, de comportamiento demersal, encontrado en ríos de aguas rápidas.
Es una especie común en la zona por lo que no se le considera en peligro, aunque sus poblaciones se encuentran muy fragmentadas y la creciente contaminación en la zona aconsejan estudios futuros.